# TV Markíza
A TV Markíza Szlovákia egyik kereskedelmi televíziója, amely 1996. augusztus 31-én indult el. A televízió vezérigazgatója jelenleg Peter Gažík. A szlovák tv piacra való bejutása után a Markíza Szlovákia egyik legnézettebb televíziója lett. A csatorna tulajdonosa a Central European Media Enterprises. 
2009. augusztus 31-én, 13 évvel a Markíza indulása után elindult első testvércsatornája Markíza Doma néven, ezt követte 2012. augusztus 20-án a filmekre és vígjátékokra összpontosító Markíza Dajto, 2016-ban a Markíza International, 2022. június 6-án a krimisorozatokat sugárzó Markíza Krimi, és végül 2024. július 15-én a Markíza archívumából származó műsorok ismétléseit valamint klasszikus filmeket és sorozatokat sugárzó Markíza Klasik. Minden csatorna megtalálható a szlovák DVB-T platformon, így több, mint a lakosság 90%-át érik el napi 24 órában. Valamint a műsorok 2011 óta a tv-s premier előtt streamelhetők a Voyo streaming platformon. 
A televízió konkurenciája a 2002. március 2-án indult TV JOJ.

## Műsorok
- 112 (112)
- Aj múdry schybí (Az okos is téved)
- Clever (Clever)
- Dereš (Deres)
- Hodina pravdy (Az igazság órája)
- Hurikán (Hurikán)
- Karavan show
- Lampáreň
- Let's Dance
- Milionár (Milliomos)(A Legyen Ön is milliomos! szlovák verziója.)
- Na streche (A tetőn)
- Na telo (A testre)
- Nevesta pre milionára (Menyasszony a milliomosnak)
- (orig. ) Oteckovia (Apukák)
- Paľba (Lövöldözés)
- Pokušenie (Kísértés)
- Reflex
- 7EDEM s.r.o. (Hét s.r.o. (a Heti Hetes szlovák változata))
- Srdcové záležitosti (Szíves élmények)
- Teleráno
- Televízne noviny (Tévéhíradó)
- Vilomeniny
- Vyvolený (Kiválasztottak)
- Zámena manželiek (Feleségcsere)
- Zo zákulisia Markízy (A Markíza kulisszái mögött)

## Fordítás
- Ez a szócikk részben vagy egészben  a   TV Markíza című szlovák Wikipédia-szócikk ezen változatának fordításán alapul.  Az eredeti cikk szerkesztőit annak laptörténete sorolja fel. Ez a jelzés csupán a megfogalmazás eredetét és a szerzői jogokat jelzi, nem szolgál a cikkben szereplő információk forrásmegjelöléseként.

## Kapcsolódó szócikk
- Zlatica Puškárová

## Külső hivatkozások
- A TV Markíza hivatalos honlapja (szlovákul)
- TV program Archiválva 2021. január 8-i dátummal a Wayback Machine-ben (szlovákul)
- Műsorlap – Port.hu
- Markíza tévéműsor Archiválva 2021. január 8-i dátummal a Wayback Machine-ben (szlovákul)